# Jana Jarkovská
Jana Jarkovská (* 5. ledna 1983, Jaroměř) je česká flétnistka a pedagožka, vyučuje na Konzervatoři v Teplicích.
Studovala na Pražské konzervatoři (Jan Riedlbauch) a Miláně (Simona Valsecchi), na Hudební a taneční fakultě AMU v Praze (Jiří Válek, Štěpán Koutník) a na Královské hudební akademii ve Stockholmu (Tobias Carron). V Miláně také působila jako odborná asistentka. Působí jako flétnová pedagožka na Konzervatoři Teplice. Jako členka mezinárodně úspěšného souboru Duo du Rêve si vydobyla své místo na domácích i zahraničních pódiích. Zaměřuje se na interpretaci hudby současných skladatelů a skladatelek, se kterými úzce spolupracuje. V roce 2018 vydala v nakladatelství Radioservis své první CD Pidluke-padluke s hudbou Jiřího Temla, jehož dílu se věnovala i ve své disertační práci. Na MDŽ 2020 vyšlo její druhé CD s názvem Vlastním hlasem – skladby současných českých skladatelek pro sólovou flétnu, které představuje skladby Sylvie Bodorové, Ivany Loudové, Elišky Cílkové, Terezie Švarcové a Soni Vetché.

## Diskografie
- 2018 Pidluke-padluke
- 2020 Vlastním hlasem – skladby současných českých skladatelek pro sólovou flétnu